# Jean-Marc Stalner
 (octobre 2018).
Jean-Marc Stalner, né le 1er août 1957 à Douala (Cameroun), est un auteur de bande dessinée français, frère d'Éric Stalner.

## Biographie
Dans les années 80, Jean-Marc Stalner fait ses débuts dans la bande dessinée dans le magazine de l'armée TAM (Terre-Air-Mer) avec Jean Ache .
Avec son frère Éric, il réalise de nombreuses pochettes de disques, des affiches de concert (surtout hard rock) et des travaux publicitaires. En 1988, ils rencontrent le scénariste Christian Mouquet et créent avec lui Les Poux, série en trois tomes dont le premier sort en 1989 aux éditions Glénat. Éric et Jean-Marc Stalner ont signé ensemble plusieurs séries dont Le Boche, avec Daniel Bardet, et Fabien M.. En 1991, ils développent la série Le Fer et le Feu chez Glénat, les deux frères entreprennent alors de mener séparément leur carrière.
En 2001, avec le scénariste Daniel Bardet, il entreprend la série Le Maître de pierre. La série comptera 4 tomes.

## Œuvre

### Albums
- La Bande des… 5, scénario et dessins de Marc Bourgne, Florent Heitz, Erwan Le Bot, Nicolas Sterin, ANBD, 2003
- Le Boche, scénario de Daniel Bardet, Glénat - Grafica

1. L'enfant de paille (1990)
4. Le cheval bleu (1993)
- Cadmos Sauvegarde et diffusion du patrimoine littéraire mondial, Adonis, collection Romans de toujours
  - Le conte de Noël, scénario de Charles Dickens et Patrice Buendia (2007)
- Le Cercle de Minsk, scénario de Frank Giroud, Albin Michel (tomes 1 et 2) puis Glénat, collection Grafica

1. Le maillon perdu (2006)
2. Il était cinq soldats… (2007)
3. Au nom du père (2008)
4. La chaîne brisée (2009)
5. Le châtiment (2010)

- La Esmeralda, scénario d'Achdé, Glénat, collection Caractère

1. Opus délit (1999)[3]
2. Allegro quasi monstro (2001)
3. Requiem pour un sol mineur (2002)

- Fabien M, scénario et dessins de Jean-Marc Stalner, scénario et dessins d'Éric Stalner (tomes 1 à 5), scénario de Philippe Zytka (L'ultime partie, 2021), Dargaud

1. Le cavalier noir (1993)
2. L'arnaque du fou (1993)
3. L'ombre de la tour (1994)
4. La reine morte (1995)
5. Les larmes du roi (1996)
6. L'ultime partie (2021)[4],[5]

- Les Faiseurs de nuées, scénario de Daniel Bardet, E.R.C Boulon

1. Les faiseurs de nuées, (1998)
2. Contes et légendes de la Nièvre et du Morvan, dessins de Jean-Marc Stalner, Florence Magnin, René Hausman, Cromwell, Bruno Ghys, Jean Perrin (1998)

- Le Fer et le feu, scénario et dessins de Jean-Marc Stalner et d'Éric Stalner, Glénat, collection Caractère

1. Adieu Baron (1998)
2. Samson (1999)
3. Le comte de Charlant (2000)

- Le Juge sans terre, scénario de Patrice Buendia et Stéphane Fraioli, Glénat, collection Vécu

1. Lumière éteinte (2009)
2. Pages mortelles (2010)

- Le Maître de pierre, scénario Daniel Bardet, Dargaud

1. Colin Tranchant (2001)[6]
2. La chaise du diable (2003)
3. La dame de Ligugé (2004)
4. Cœur de Bourges (2006)

- Malheig, scénario et dessins de Jean-Marc Stalner et d'Éric Stalner, Dargaud
  1. Que rien ne meure (1996)
  2. Le Souffle du dragon (1997)
  3. L’Œil de Wedal (1997)
  4. Rokson (1998)
- Objectif citoyen - Le parcours de citoyenneté, scénario de Daniel Bardet, dessins collectifs, Glénat, 2005
- L'Or sous la neige, scénario et dessins de Jean-Marc Stalner et d'Éric Stalner, d’après le roman de Nicolas Vanier, 12 bis

1. Klondike (2011)
2. Mersh (2012)
3. Ici, tu es ce que tu fais (2014) [7]

- Les Poux, scénario de Christian Mouquet, , Glénat, collection Vécu

3. Nitchevo! Camarades (1991)
- Prix + choix + service = l'addition gagnante !, scénario de Xavier Fauche et Éric Adam, Europe Automobiles Diffusion, 2003

### Illustrations
- 62 auteurs de Boulogne Dessiné, collectif, Les Amis de la B.D., 2010
- Folklore wallon en bulles, collectif, Éditions Dricot, 2010